# Іванка Акрабова-Жандова
Іванка Акрабова-Жандова — болгарська вчена, археолог у галузі середньовічних досліджень, старша наукова співробітниця II ступеня Національного археологічного інституту з музеєм при Болгарській академії наук.

## Життєпис
Народилася 9 травня 1911 року в Пловдиві. Навчався в Роберт-коледжі в Константинополі, Туреччина, який закінчила у 1931 році. Вона отримала ступінь доктора в Римі в 1937 році. З 1937 по 1949 рік він була асистенткою Віри Іванової-Мавродінової в Національному музеї в Софії. Вона стала членом Товариства болгарських жінок з вищою освітою. Дружина режисера Захарія Жандова. З 1950 р. — наукова співробітниця, а в 1968—1972 рр. — старша наукова співробітниця II ступеня Національного археологічного інституту з музеєм при Болгарській академії наук.
У 1937—1939 рр. вона була офіційною представницею Болгарії в групі американської археологічної місії з вивчення печери Бачо Кіро біля Дряново, а в 1941—1943 рр. — в італійській експедиції з дослідження римського міста Ульпія Ескус біля села Гіген.
У 1950 р. читала лекції в паризькій Сорбонні та американському Думбартон-Окс, а в 1968 р. — у Равенні, Італія.
Померла 1 червня 2008 року.